# Fundación Oskar Reinhart

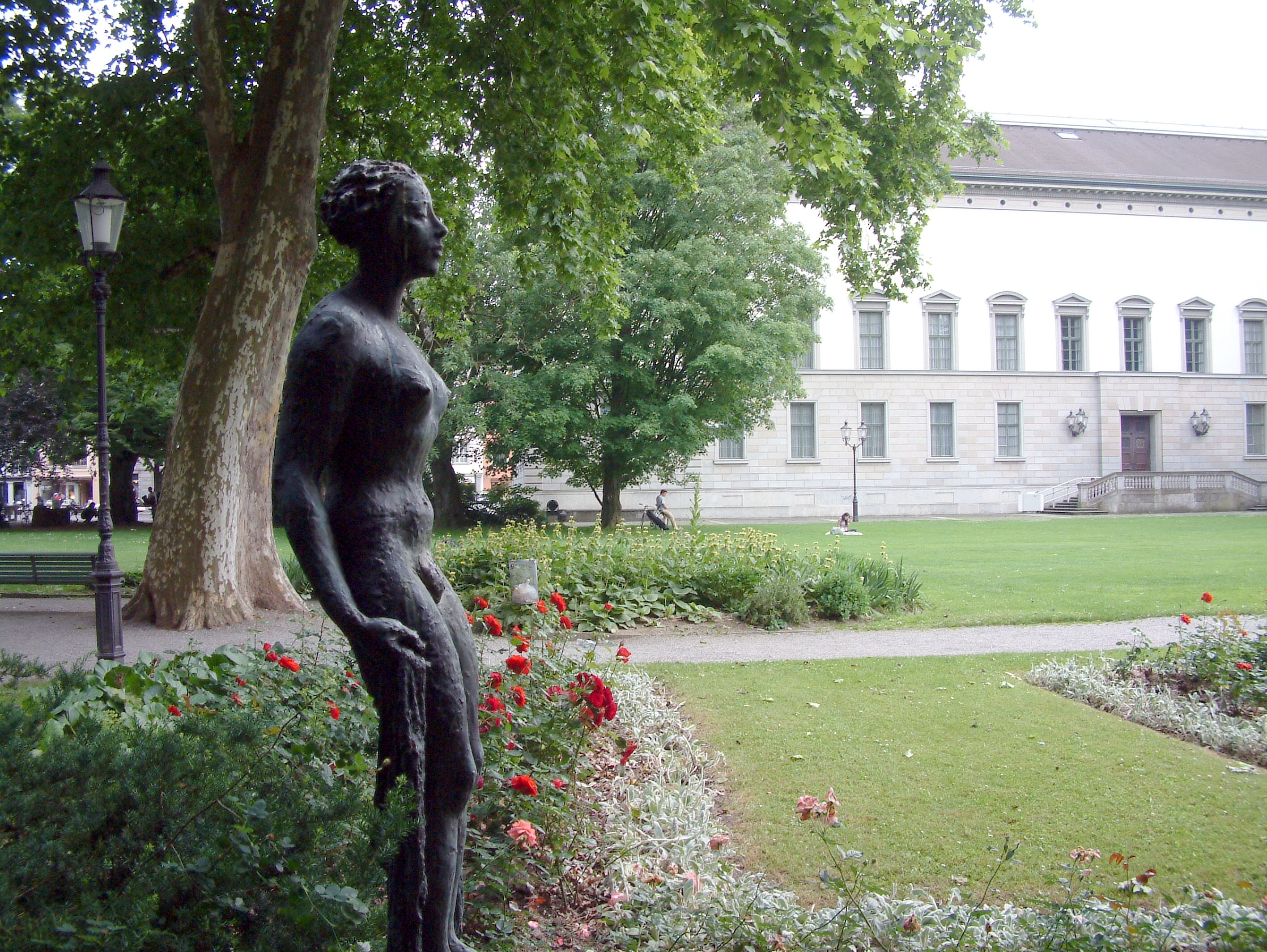
Museo Oskar Reinhart, Stadtgarten.

La Fundación Oskar Reinhart administra las colecciones Oskar Reinhart: La Colección Oskar Reinhart en Stadgarten y la Colección Oskar Reinhart en Römerholz.

## Historia
Oskar Reinhart nació en el seno de una familia de Winterthur, acomodada y coleccionista de arte. Su padre Theodor apoyó a artistas como Ferdinand Hodler, Karl Hofer y Hermann Haller, mientras que su hermano George coleccionó arte europeo y asiático. Su hermano Hans estuvo interesado por la literatura y el teatro y el cuarto hijo, Werner, apoyó a compositores como Ígor Stravinsky, Arnold Schönberg, Anton Webern, Alban Berg, Paul Hindemith y Richard Strauss, así como al poeta Rainer Maria Rilke.
Llegó un momento en que las colecciones familiares eran tan grandes que resultaba imposible albergarlas en una casa. Ya en 1930 hubo  tratos con la ciudad de Winterthur para fundar un museo adecuado que alojara las obras de arte germano. Sin embargo, debido a la Segunda Guerra Mundial, no se tuvo un edificio adecuado en Stadtgarten hasta 1951. Nació así el Museo Oskar Reinhart en Winterthur, Suiza. La segunda colección, con obras que van del siglo XV hasta Picasso, llegó en 1970, después de la muerte del coleccionista, a poder de la Confederación Helvética y ello dio lugar a otro museo, el que se encuentra en Römerholz. Entre los autores representados figuran Gérard David, El Greco, Rubens, Poussin, Fragonard, Goya (un famoso "Bodegón con tres trozos de salmón"), Courbet, Renoir, Toulouse-Lautrec. etc.

## Galería

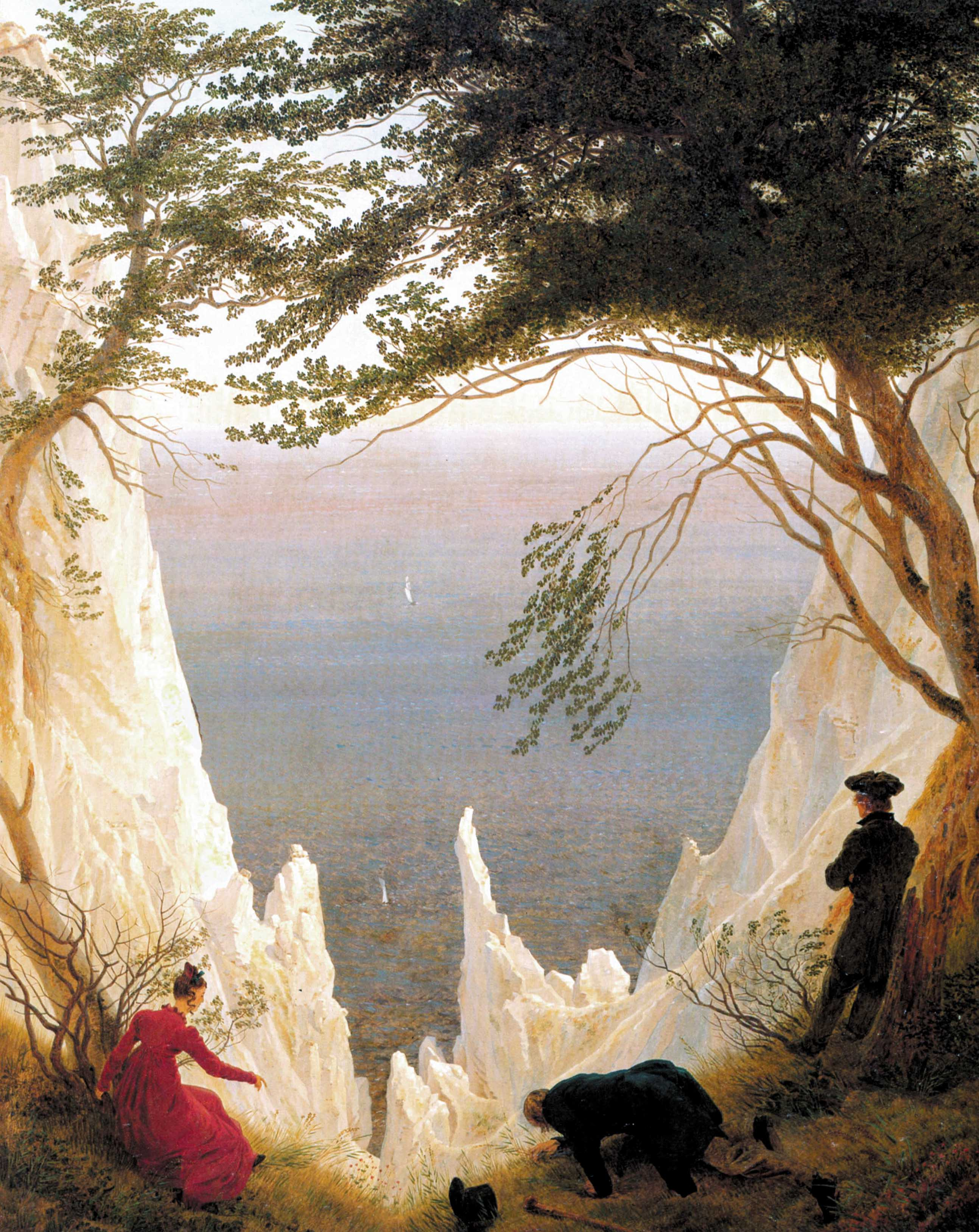
Caspar David Friedrich: Acantilados blancos en Rügen
Carl Spitzweg: Der Maler im Garten
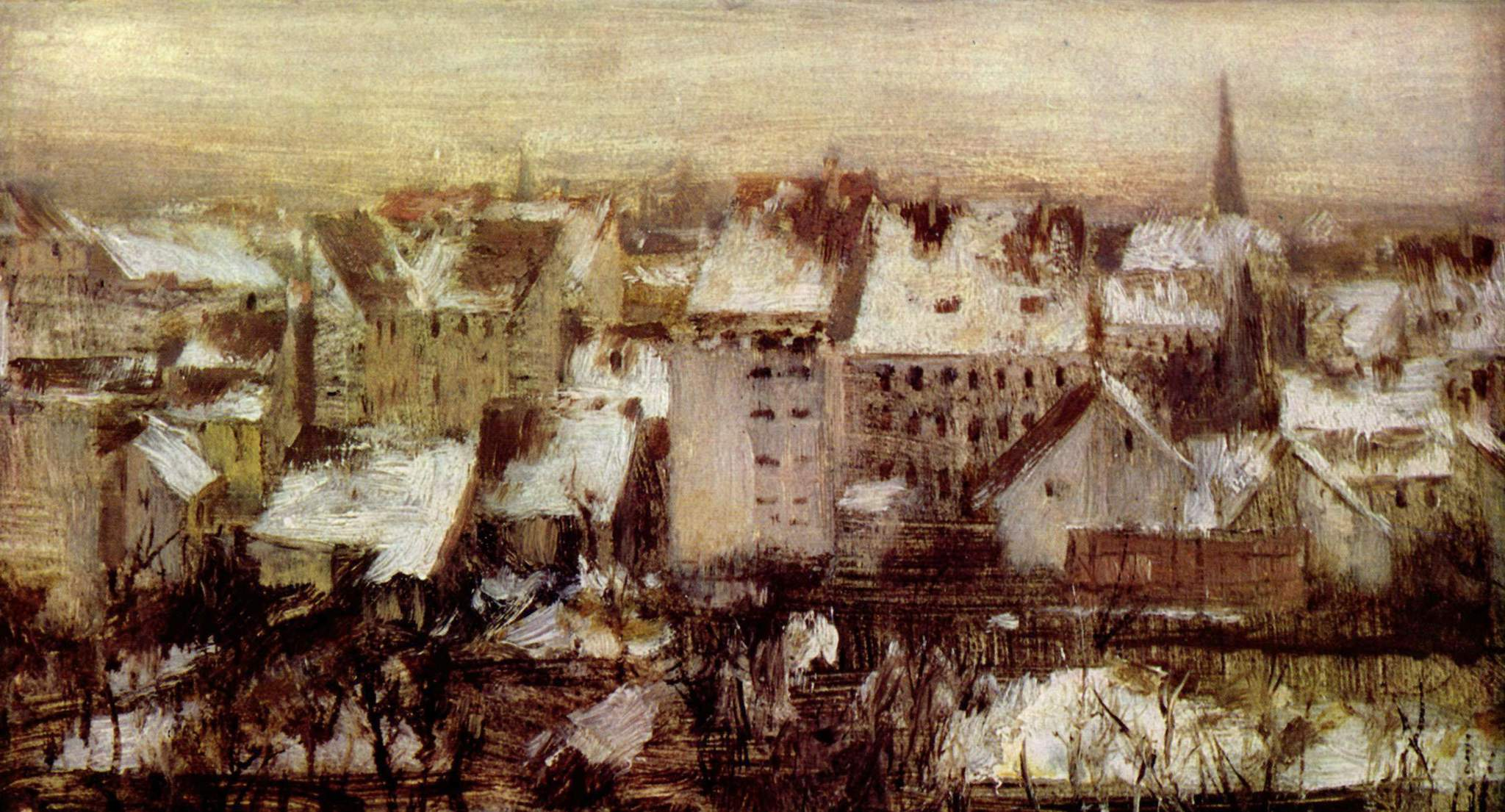
Adolph von Menzel: Berliner Hinterhäuser im Schnee
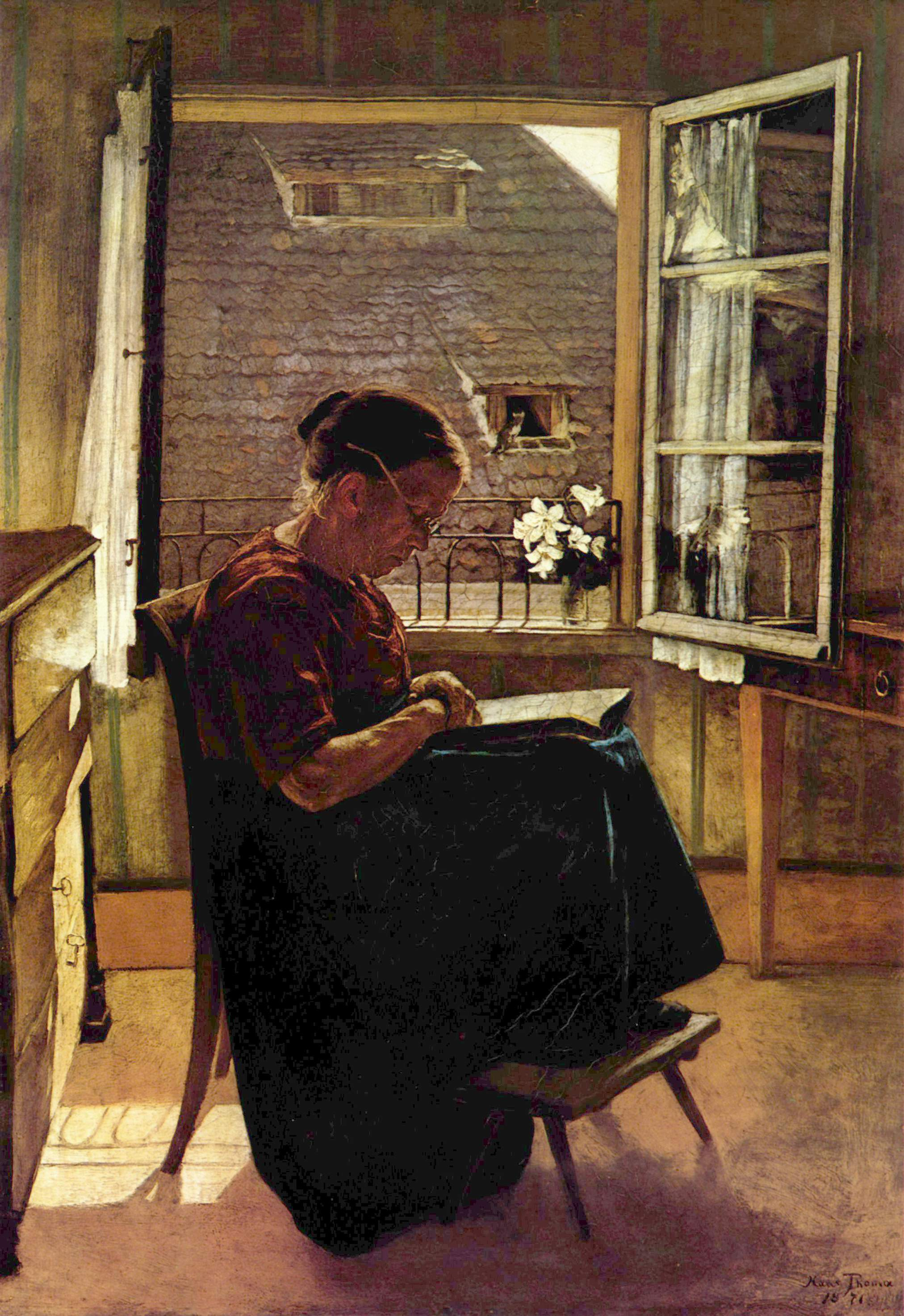
Hans Thoma: Die Mutter des Künstlers im Stübchen
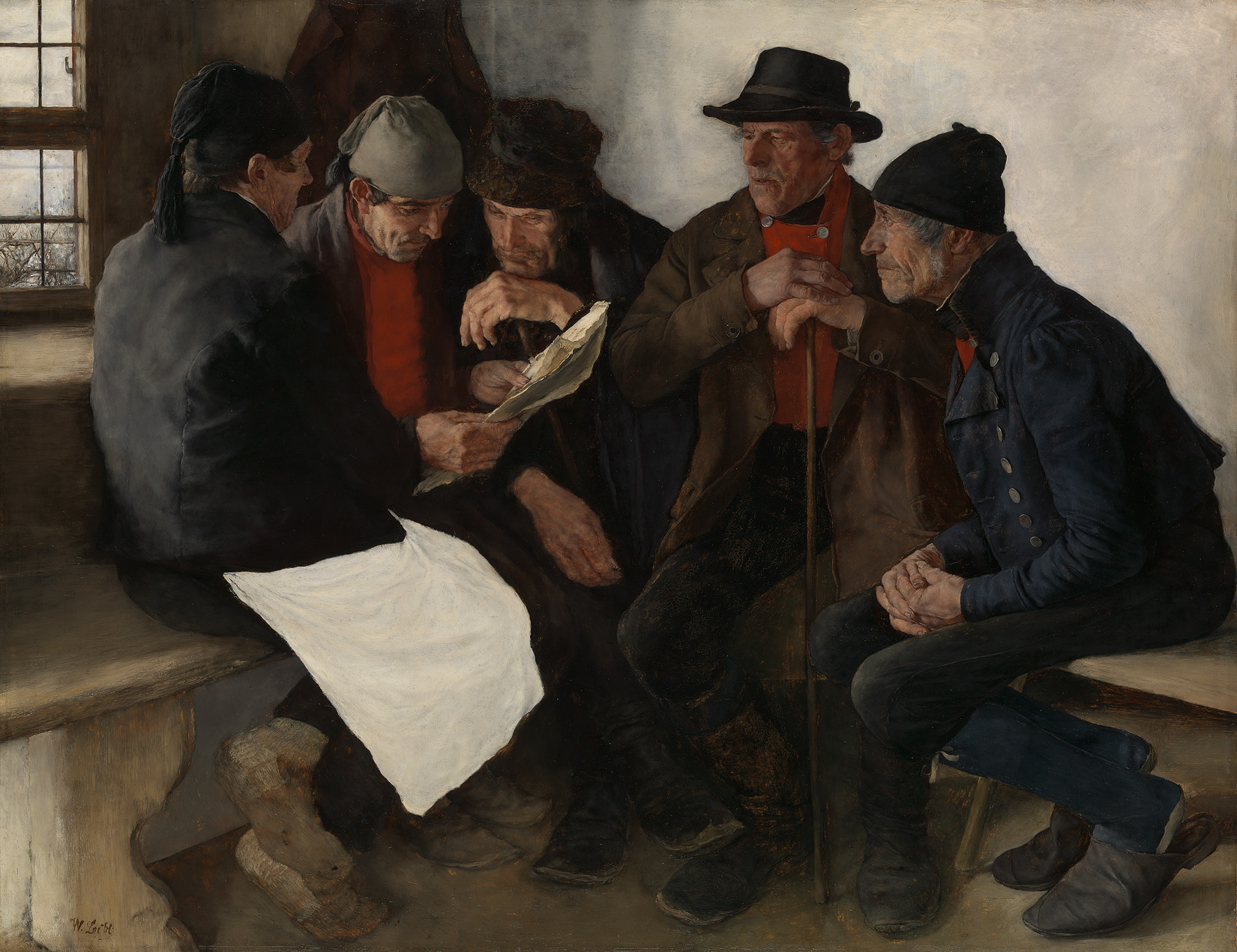
Wilhelm Leibl: Die Dorfpolitiker
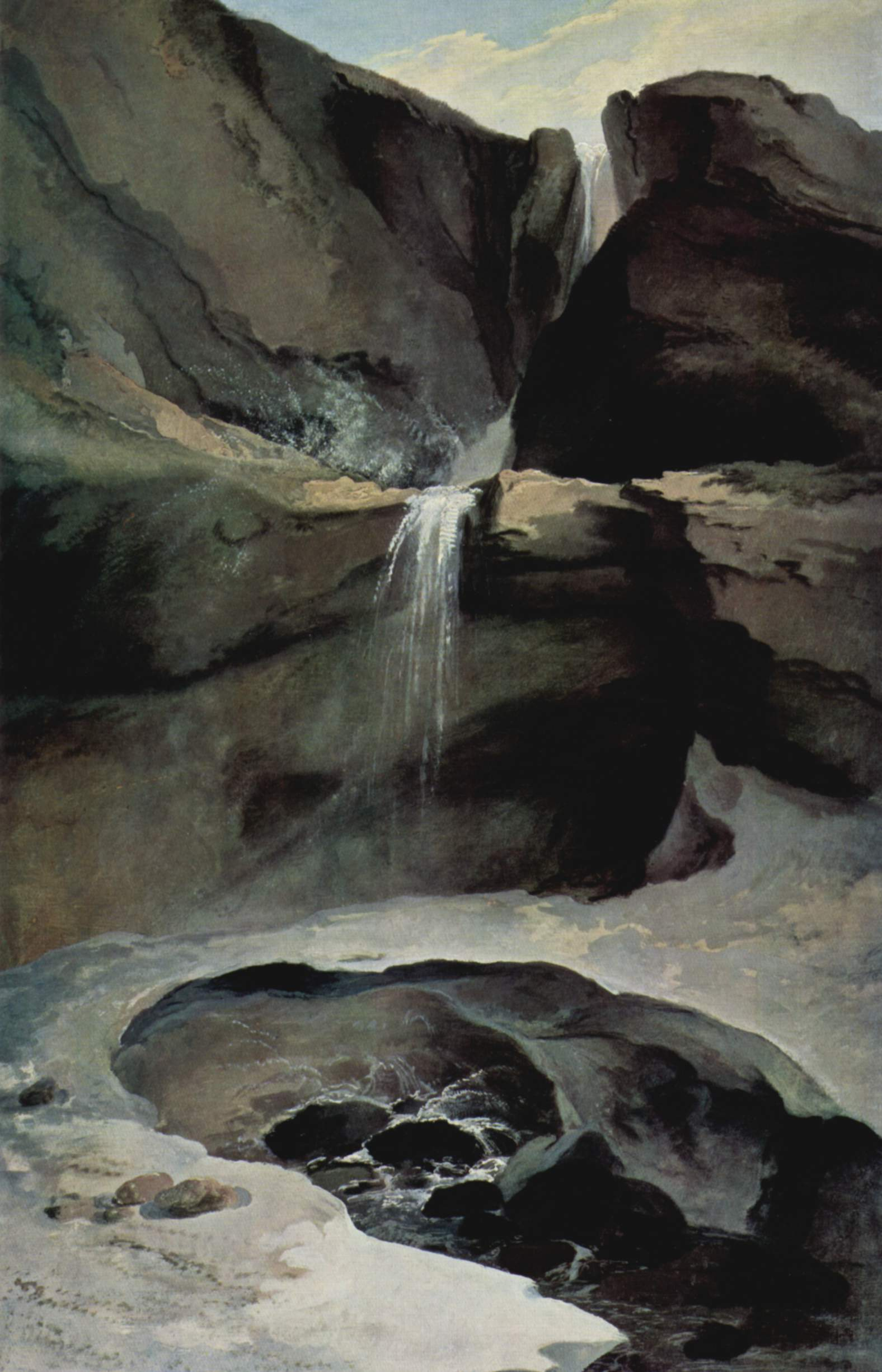
Caspar Wolf: Der Geltenbachfall im Winter
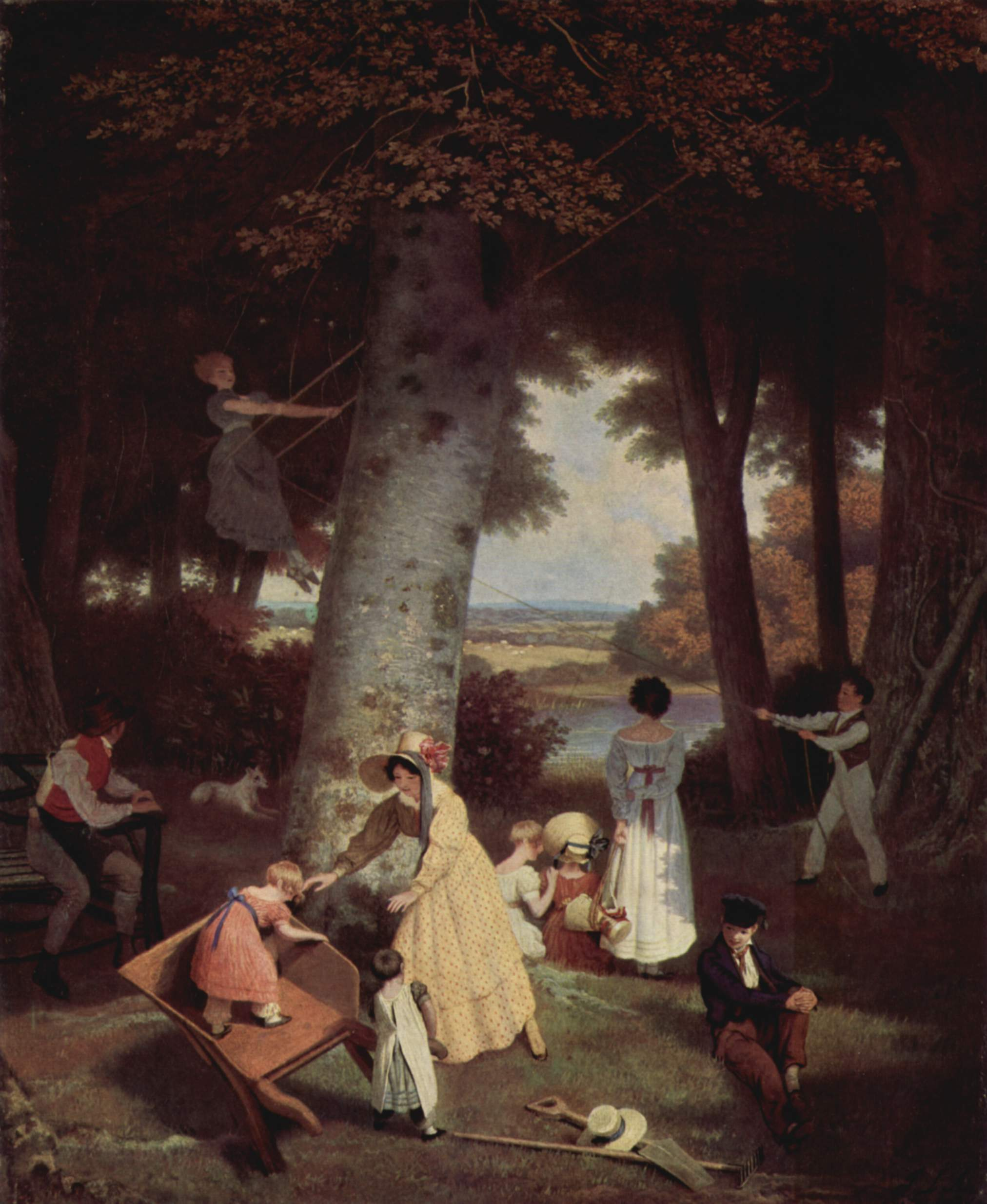
Jacques Laurent Agasse: Der Spielplatz
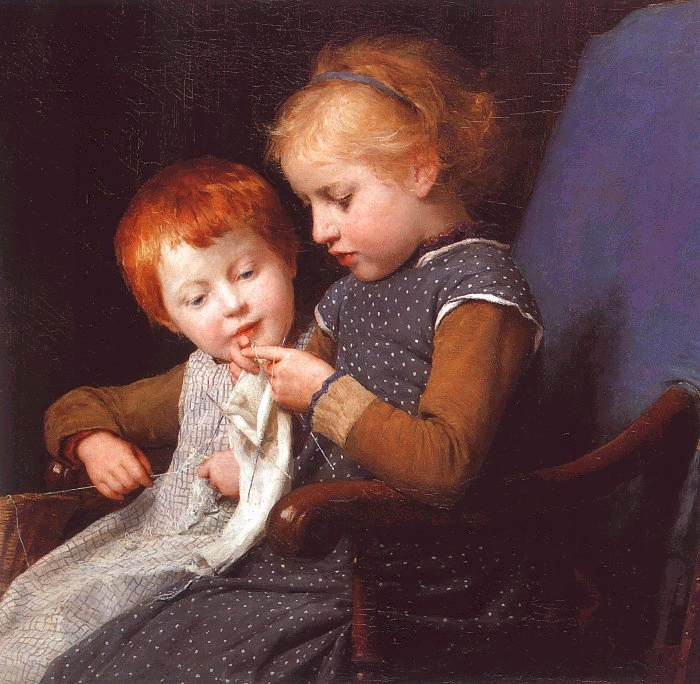
Albert Anker: Die kleinen Strickerinnen
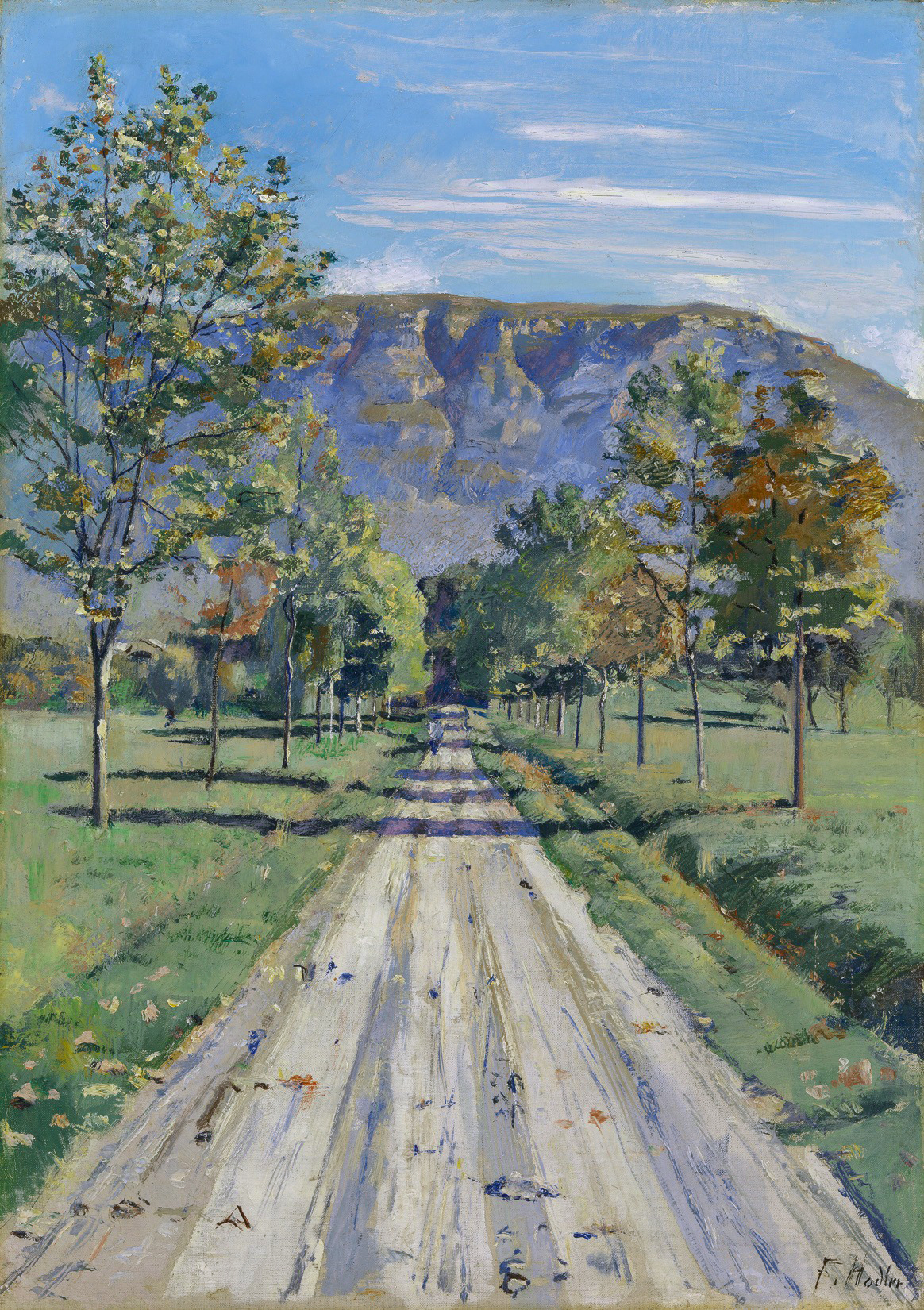
Ferdinand Hodler: Die Strasse nach Evordes